# Dorthe Boe Danbjørg
Dorthe Boe Danbjørg (født 31. oktober 1975) er fra september 2023 forkvinde for Dansk Sygeplejeråd; hun afløste Grete Christensen på posten. Inden valget til forkvinde har Danbjørg siddet flere år som næstformand i DSR.

## Biografi
- Hun er uddannet sygeplejerske i 2000.[3]
- Tillidsrepræsentant på børneonkologisk afdeling, 2001-2004
- Politisk aktiv i DSR, 2003-2007 og 2017 – nu.
- Forfatter til debatbogen Sygeplejens vilkår i det danske sundhedsvæsen, 2003.[4]
- Kandidat i sygepleje, 2007.
- Børnepolitisk aktiv, bl.a. som formand for forældreforeningen FOLA, 2010-2016.
- Ph.d. i sundhedsvidenskab, 2015[5]
- Orlov fra en stilling som forskningssygeplejerske på Hæmatologisk afdeling, OUH, og uddannelsesleder på kandidat-uddannelsen i Klinisk Sygepleje, SDU.